# Ammónium-hidrogén-karbonát
Az ammónium-bikarbonát (más néven ammónium-hidrogén-karbonát vagy E503ii) az ammónia bikarbonát sója.
Az ammónium-bikarbonát előállítható ammónia vizes oldatán átvezetett szén-dioxid segítségével. Hő hatására a reakció visszafelé érvényesül:
NH4HCO3 (ammónium-bikarbonát)→ NH3 (ammónia) + H2O (víz) + CO2 (szén-dioxid)

## Tulajdonságai
Az ammónium-bikarbonát szobahőmérsékleten fehér, kristályos port alkot, melynek enyhe ammónia-szaga van. Vízben oldva enyhén lúgos kémhatást ad. Alkoholokban, így például etanolban nem oldékony. 36 °C és 60 °C között ammóniává, vízzé, és szén-dioxiddá elbomlik. A reakció erősen endoterm, ezért az oldott állapotban lévő ammónium-bikarbonát bomlásával hőt von el a környező vízből, így az jóval lassabban melegszik fel. Savval való reakciójakor szénsav szabadul fel, amely rögtön elbomlik vízzé és szén-dioxiddá.

## Felhasználási területei
Tészták lazítására használják sütéskor, szalalkáli, szalagáré, szalagória illetve szalatka néven. Ma is kapható szalalkáli néven. A nátrium-hidrogén-karbonát elterjedése előtt az ammónium-bikarbonátot sütőporként is alkalmazták. Régebbi források szarvsónak, agancssónak vagy szarvasagancssónak is nevezik, mert régebben nitrogénben gazdag szerves anyagokból (szarv, köröm, haj) állították elő. A sütőpor helyettesítésére is használható. Élelmiszerek esetében savanyúságot szabályozó anyagként, E503ii néven alkalmazzák. Élelmiszerek esetén nincs napi maximum beviteli mennyisége, ismert mellékhatása nincs. Sütéskor szén-dioxidra, vízre és ammóniára bomlik. Az ammónia (ami egy kellemetlen szagú gáz) sütés után vastagabb tésztákban bennmaradhat, ezért vékony tésztákhoz, soklapos sütikhez használják. Mivel a hőbomlás szobahőmérsékleten nem indul meg, olyan süteményeknél előnyös, amelyek tésztáját sütés előtt hosszan pihentetni kell.
Kínában nitrogéntartalmú műtrágyaként, olcsósága miatt nagy mennyiségben használják, de szerepét egyre inkább a karbamid veszi át. Ezen kívül felhasználják még tűzoltókészülékekben, gyógyszerekben, festékekben, műanyag- és gumigyártás, és kerámiakészítés során.

## Biztonsági kockázatok
Az ammónium-bikarbonát a szemet, a bőrt, és a légzőrendszert erősen irritáló szer. Sütőporként alkalmazva akrilamid szabadulhat fel, ami kísérleti állatoknál növelte a rák kialakulásának kockázatát.